# Jesse Lee Soffer
Jesse Lee Soffer (Ossining, 23 aprile 1984) è un attore statunitense.

## Biografia
Jesse Lee Soffer è nato a Ossining, New York. Figlio di Stan Soffer e Jill B. Hindes. Suo padre morì nel 1993, quando aveva nove anni. Soffer trascorse parte della sua infanzia a Tarrytown, New York e successivamente si trasferì a Newtown, Connecticut. Ha studiato alla scuola superiore Gunnery, diplomandosi nel 2003, dove ha giocato a calcio nella categoria all-star durante l'ultimo anno. Ha frequentato l'università di New York. Ha iniziato a recitare all'età di sei anni apparendo in uno spot di una nota marca di cereali. Nel 1993, a otto anni, ha esordito al cinema recitando nella commedia Matinee.
Nel 1995 ha recitato nel ruolo di Bobby Brady nella versione cinematografica della serie televisiva La famiglia Brady, ruolo che ha mantenuto anche l'anno seguente nel suo sequel Il ritorno della famiglia Brady. Nel 1998, è stato scelto per interpretare il ruolo di Taylor Donovan, a fianco di Mary-Kate e Ashley Olsen, nella serie televisiva Due gemelle e una tata. Un anno dopo ha recitato nella soap opera Sentieri, lasciandola dopo quattro mesi per concentrarsi sui suoi studi.
Dopo essersi diplomato al liceo, ha ripreso la recitazione, e nel 2004 ha interpretato il ruolo di Will Munson nella soap opera Così gira il mondo ottenendo un grosso successo tanto da essere nominato nel 2008 per il Daytime Emmy Award come miglior attore non protagonista in una serie drammatica. Nel 2007, torna sul grande schermo recitando insieme a Carly Schroeder nel film drammatico Il mio sogno più grande, tratto da una storia vera. Nel 2011, ha recitato nel thriller d'azione fantascientifico In Time. Da allora, è apparso in varie serie televisive tra cui CSI: Miami, The Mentalist e Rizzoli & Isles. Nel 2012, recita nella serie televisiva The Mob Doctor. Nello stesso anno, recita inoltre nel ruolo di Travis Alexander nel film Sesso, bugie e selfie.
Nel giugno 2013, entra a far parte del cast di Chicago P.D., spin-off della serie Chicago Fire, prodotta da Dick Wolf, recitando nel ruolo del detective Jay Halstead, durato per 10 stagioni. Nell'agosto 2022 annuncia con una nota a Variety, che la decima stagione, la cui messa in onda è prevista da settembre 2022 sulla NBC sarà l'ultima alla quale prenderà parte. Il 24 settembre 2014, la NBC ha dichiarato che in Chicago P.D. è Jesse Lee a compiere le scene d'azione e non una controfigura.
Nel giugno 2024 Variety annuncia che dalla quarta stagione prenderà parte alla serie TV FBI International, sempre prodotta da Dick Wolf come personaggio regolare. Soffer sarà nel cast principale interpretando l'agente Wesley 'Wes' Mitchell che si unirà alla squadra d'élite dell'International Fly Team dell'FBI al posto dell'agente Scott Forrester, interpretato da Luke Kleintank, che ha lasciato la serie per restare più vicino alla propria famiglia.

## Vita privata
Dal 2014 ha avuto una relazione con la sua co-star in Chicago P.D., Sophia Bush, conclusa nel 2016.

## Filmografia

### Cinema
- Matinée, regia di Joe Dante (1993)
- The Silent Alarm, cortometraggio (1993)
- Ritrovarsi (Safe Passage), regia di Robert Allan Ackerman (1994)
- La famiglia Brady (The Brady Bunch Movie), regia di Betty Thomas (1995)
- Il ritorno della famiglia Brady (A Very Brady Sequel), regia di Arlene Sanford (1996)
- Il mio sogno più grande (Gracie), regia di Davis Guggenheim (2007)
- In Time, regia di Andrew Niccol (2011)

### Televisione
- Wings – serie TV, episodio 6x22 (1995)
- From the Mixed-Up Files of Mrs. Basil E. Frankweiler – film TV (1995)
- The Royale – film TV (1996)
- Due gemelle e una tata (Two of a Kind) – serie TV, 6 episodi (1998)
- Sentieri (The Guiding Light) –  serie TV (1999)
- Così gira il mondo (As the World Turns) – serie TV (2004-2008 / 2010)
- The Awakening of Spring – film TV (2008)
- CSI: Miami – serie TV, episodio 7x03 (2008)
- The Philanthropist – serie TV, episodio 1x06 (2009)
- The Whole Truth – serie TV, episodio 1x09 (2010)
- The Mentalist – serie TV, episodio 3x23 (2011)
- Rizzoli & Isles – serie TV, episodio 2x10 (2011)
- The Mob Doctor – serie TV, 13 episodi (2012-2013)
- Sesso, bugie e selfie (Jodi Arias: Dirty Little Secret), regia di Jace Alexander – film TV (2013)
- Chicago Fire  – serie TV, 13 episodi (2013-2021)
- Chicago P.D. – serie TV, 186 episodi (2014-2022)
- Law & Order - Unità vittime speciali – serie TV, 2 episodi (2014-2015)
- Chicago Med – serie TV, 16 episodi (2015-2021)
- FBI: International - serie TV, 22 episodi (2024-2025)

### Cortometraggi
- The Silent Alarm, regia di Rob Morrow (1993)

## Doppiatori italiani
Nelle versioni in italiano delle opere in cui ha recitato, Jesse Lee Soffer è stato doppiato da:
- Edoardo Stoppacciaro in Chicago P.D., Chicago Fire, Chicago Med, Law & Order - Unità vittime speciali
- Davide Perino in Matinee, Il mio sogno più grande
- Alessandro Quarta in CSI: Miami
- Alessandro Rigotti in The Mob Doctor
- Marco Vivio in Sesso, bugie e selfie
- Emanuele Ruzza in FBI: International